# 灰苞蒿
灰苞蒿（学名：Artemisia roxburghiana）为菊科蒿属的植物。分布于尼泊尔、印度、泰国、克什米尔、阿富汗以及中国大陆的四川、青海、贵州、西藏、甘肃、湖北、陕西、云南等地，生长于海拔700米至3,900米的地区，常生长在路旁、阶地、干河谷、荒地和草地等，目前尚未由人工引种栽培。

## 别名
白蒿子（四川），“肯马巴”（藏语名）

## 异名
- Artemisia roxburghiana Bess. var. kansuensis Pamp.
- Artemisia roxburghiana Bess. var. purpurascens (Jacq. ex Bess.) Hook. f.
- Artemisia strongylocephala Pamp.